# Sheサイド ストーリー
「Sheサイド ストーリー」（シーサイド ストーリー）は、日本の6人組男性アカペラボーカルグループ、RAG FAIRの3枚目のシングル。

## 概要
- 「ラブラブなカップル フリフリでチュー」から5ヶ月ぶりのリリースで、「恋のマイレージ」と同時発売された。
- ジャケット写真はイラストである。

## 収録曲
1. she サイドストーリー
  - 作詞：引地洋輔　作曲：原一博　編曲：幾見雅博＆RAG FAIR
  - リードボーカルは加藤で引地、土屋にもソロパートがある。
2. マジカル恋のパワー　
  - 作詞：RAG FAIR　作曲：幾見雅博　編曲：幾見雅博＆RAG FAIR
3. 恋のマイレージ（ROCKET MIX）
  - Remixed by CRYZO